# ポルボラ
ポルボラ（Polvora、1979年7月19日 - ）は、メキシコの覆面レスラー。メキシコシティ出身。
兄はインキシドール。エル・テハノは叔父にあたり、いとこにミクトラン、スペル・ノバ、テハノ・ジュニアがいる。

## 来歴
2000年インディマットでデビュー。2005年ごろから本格的にCMLLを拠点とし、2008年6月には8チームによるCMLLアレナコリセオタッグ選手権トーナメントで兄のバケーロと出場し1回戦でファビアン・エル・ヒタノ、ミクトラン組に敗れる。
2009年、CMLLトルネオ・グラン・アルタナティバにアベルノ組んで出場も1回戦敗退。同年ルードグループ「ロス・カンセルベロス・デル・インフェルノ（Los Cancerberos del Infierno）」にメンバー入り。2010年にもCMLLトルネオ・グラン・アルタナティバにエクトール・ガルサと組んで出場、順調勝ち進み決勝でボラドール・ジュニア、デルタ組破り優勝。
2011年7月、バリエンテを破りメキシコナショナルミドル級王座を奪取。9月、ティタン相手に4度目の防衛失敗。
2012年、「ロス・レボルシオナリオス・デル・テロール（Los Revolucionarios del Terror）」（ドラゴン・ロホ・ジュニア、レイ・エスコルピオン）に加入。11月、マスカラ・ドラダを破りCMLL世界ウェルター級王座を奪取。

## 得意技
- ラ・エクスプロシーバ

肩車の状態で相手を前方回転式で丸めて首を地面に落とす垂直落下式前方回転リバースパワーボム。
- ポルボラ・ドライバー

リバースパワースラム。

## 獲得タイトル
CMLL
- CMLLトルネオ・グラン・アルタナティバ : 2010年

w / エクトール・ガルサ
- メキシコナショナルミドル級王座 : 1回
- CMLL世界ウェルター級王座 : 1回